# Kim Harrison
Kim Harrison é o pseudónimo adotado pela autora Dawn Cook, criadora das séries Rachel Morgan: The Hollows e Madison Avery. Ela nasceu e foi criada no Meio-Oeste americano. Depois de se formar em Ciências, ela se mudou para a Carolina do Sul, onde vive desde então. Ela já chegou no número 1 da lista de best-seller do The New York Times.

## Obra

### Série Rachel Morgan
1. Dead Witch Walking (2004) Uma Bruxa em Apuros (2011)
2. The Good, the Bad, and the Undead (2005) Bruxa e Detective (2011)
3. Every Which Way But Dead (2005) Antes Bruxa que Morta (2011)
4. A Fistful of Charms (2006) Bruxa de Elite (2012)
5. For a Few Demons More (2007) Bruxa Endiabrada (2012)
6. The Outlaw Demon Wails (2008) O Uivo do Demónio (2015)
7. White Witch, Black Curse (2009) (Ainda não Publicado no Brasil)
8. Black Magic Sanction (2010) (Ainda não Publicado no Brasil)
9. Pale Demon (2011) (Ainda não Publicado no Brasil)
10. A Perfect Blood (2012) (Ainda não Publicado no Brasil)
11. Ever After (2013) (Ainda não Publicado no Brasil)
12. The Undead Pool (2014) (Ainda não Publicado no Brasil)
13. The Witch with No Name (2014) (Ainda não Publicado no Brasil)
14. American Demon (2020)
15. Million Dollar Demon (2021)
16. Trouble with the Cursed (2022)
17. Demons of Good and Evil (2023)

### Madison Avery
1. Once Dead, Twice Shy (Ainda não Publicado no Brasil)
2. Early to Death, Early to Rise (Ainda não Publicado no Brasil)
3. Something Deadly This Way Comes (Ainda não Publicado no Brasil)

### The Peri Reed Chronicles
1. The Drafter (2015)
2. The Operator (2016)

### Outros
- Prom Nights from Hell (2007) no Brasil: Formaturas Infernais (2009) em Portugal: Danças Malditas (2009) (com Stephenie Meyer, Meg Cabot, Lauren Myracle, Michelle Jaffe)